# Агностичний атеїзм

Частка атеїстів та агностиків у різних країнах. Значення для Китаю, Куби, Південної Кореї та В'єтнаму можуть бути неточними, оскільки щодо цих країн порівняно мало інформації.

Агностичний атеїзм, або атеїстичний агностицизм, охоплює атеїзм та агностицизм. Агностичні атеїсти не вірять в існування будь-якого божества, але не стверджують, що знають, чи божество не існує. Агностичні атеїсти можуть бути зіставлені з агностичними теїстами, котрі вірять, що один або більше божеств існують, але не стверджують, що знають це.
Люди, що вважають себе агностичними атеїстами, можуть обґрунтовувати свою позицію, посилаючись на епістемологію або бритву Оккама.

## Приклади
Бертран Рассел використовував як приклад небесний чайник. Він стверджував, що, хоча неможливо знати, що чайник не існує, більшість людей в нього не вірить.
Відомий своїм атеїзмом Річард Докінз аналогічно стверджував:
Я агностик в тій самій мірі, в якій я агностик щодо існування фей в закутку саду.
Оригінальний текст (англ.)
I am an agnostic only to the extent that I am agnostic about fairies at the bottom of the garden.